# Generali Open Kitzbühel 2023
Generali Open Kitzbühel 2023 byl tenisový turnaj na mužském profesionálním okruhu ATP Tour hraný v areálu Tennis Stadium Kitzbühel. Sedmdesátý devátý ročník Austrian Open Kitzbühel probíhal mezi 31. červencem a 5. srpnem 2023 v rakouském alpském letovisku Kitzbühel na otevřených antukových dvorcích.
Turnaj dotovaný 630 705 eury patřil do kategorie ATP Tour 250. Nejvýše nasazeným singlistou se stal třicátý čtvrtý tenista světa  Tomás Martín Etcheverry z Argentiny, kterého v semifinále vyřadil Báez. Jako poslední přímý účastník do hlavní soutěže nastoupil italský 89. hráč žebříčku Marco Cecchinato. V důsledku invaze Ruska na Ukrajinu na konci února 2022 řídící organizace tenisu ATP, WTA a ITF s grandslamy rozhodly, že ruští a běloruští tenisté mohli dále na okruzích startovat, ale do odvolání nikoli pod vlajkami Ruska a Běloruska.
Třetí singlový i antukový titul na okruhu ATP Tour vybojoval 22letý Argentinec Sebastián Báez. Čtyřhru ovládli Rakušané Alexander Erler s Lucasem Miedlerem, kteří získali pátý společný titul a v Kitzbühelu navázali na triumf z roku 2021.

## Rozdělení bodů a finančních odměn

### Rozdělení bodů
| Soutěž       | Soutěž | vítězové | finalisté | semifinalisté | čtvrtfinalisté | 16 v kole | 32 v kole | Q  | Q2 | Q1 |
| ------------ | ------ | -------- | --------- | ------------- | -------------- | --------- | --------- | -- | -- | -- |
| dvouhra mužů | [ 1 ]  | 250      | 150       | 90            | 45             | 20        | 0         | 12 | 6  | 0  |
| čtyřhra mužů | [ 5 ]  | 250      | 150       | 90            | 45             | 0         | —         | —  | —  | —  |

### Finanční odměny
| Soutěž                                | Soutěž      | vítězové | finalisté | semifinalisté | čtvrtfinalisté | 16 v kole | 32 v kole | Q2      | Q1      |
| ------------------------------------- | ----------- | -------- | --------- | ------------- | -------------- | --------- | --------- | ------- | ------- |
| dvouhra mužů                          | [ 1 ] [ 6 ] | 85 605 € | 49 940 €  | 29 355 €      | 17 010 €       | 9 880 €   | 6 035 €   | 3 020 € | 1 645 € |
| čtyřhra mužů                          | [ 5 ]       | 29 740 € | 15 910 €  | 9 330 €       | 5 220 €        | 3 070 €   | —         | —       | —       |
| částka ve čtyřhrách je uvedena na pár |             |          |           |               |                |           |           |         |         |

## Mužská dvouhra

### Nasazení
| Stát                             | Hráč                    | ATP | Nasazení |
| -------------------------------- | ----------------------- | --- | -------- |
| Argentina                        | Tomás Martín Etcheverry | 34. | 1.       |
| Německo                          | Yannick Hanfmann        | 45. | 2.       |
| Argentina                        | Pedro Cachín            | 49. | 3.       |
| Rakousko                         | Sebastian Ofner         | 52. | 4.       |
| Srbsko                           | Laslo Djere             | 57. | 5.       |
| Španělsko                        | Roberto Carballés Baena | 59. | 6.       |
| Srbsko                           | Dušan Lajović           | 60. | 7.       |
| Německo                          | Daniel Altmaier         | 61. | 8.       |
| Žebříček ATP k 24. červenci 2023 |                         |     |          |

### Jiné formy účasti
Následující hráči obdrželi divokou kartu do hlavní soutěže:
- Filip Misolic
- Thiago Seyboth Wild
- Dominic Thiem

Následující hráč nastoupil pod žebříčkovou ochranou:
- Guido Pella

Následující hráč obdržel zvláštní výjimku:
- Alexei Popyrin

Následující hráči postoupili z kvalifikace:
- Guido Andreozzi
- Facundo Bagnis
- Hamad Medjedović
- Dennis Novak

Následující hráč postoupil z kvalifikace jako šťastný poražený:
- Juan Manuel Cerúndolo

### Odhlášení
před zahájením turnaje
- Roberto Bautista Agut → nahradil jej  Arthur Rinderknech
- Miomir Kecmanović → nahradil jej  Alex Molčan
- Alexei Popyrin → nahradil jej  Juan Manuel Cerúndolo
- Lorenzo Sonego → nahradil jej  Daniel Elahi Galán
- Botic van de Zandschulp → nahradil jej  Marc-Andrea Hüsler

## Mužská čtyřhra

### Nasazení
| Stát                                                                        | Hráč            | Stát       | Hráč                | ATP | Nasazení |
| --------------------------------------------------------------------------- | --------------- | ---------- | ------------------- | --- | -------- |
| Rakousko                                                                    | Alexander Erler | Rakousko   | Lucas Miedler       | 77. | 1.       |
| Itálie                                                                      | Simone Bolelli  | Itálie     | Andrea Vavassori    | 84. | 2.       |
| Francie                                                                     | Sadio Doumbia   | Francie    | Fabien Reboul       | 90. | 3.       |
| Ekvádor                                                                     | Gonzalo Escobar | Kazachstán | Oleksandr Nedověsov | 96. | 4.       |
| Žebříček ATP k 24. červenci 2023; číslo je součtem umístění obou členů páru |                 |            |                     |     |          |

### Jiné formy účasti
Následující páry obdržely divokou kartu do hlavní soutěže:
- Filip Misolic /  Joel Josef Schwärzler
- Sebastian Ofner /  Dominic Thiem

## Přehled finále

### Mužská dvouhra
- Sebastián Báez vs.  Dominic Thiem, 6–3, 6–1

### Mužská čtyřhra
- Alexander Erler /  Lucas Miedler vs.  Gonzalo Escobar /  Oleksandr Nedověsov, 6–4, 6–4